# Diaphus adenomus
Espèce
Diaphus adenomus est une espèce des poissons téléostéens.